# Striatura exigua
Striatura exigua är en snäckart som först beskrevs av William Stimpson 1850.  Striatura exigua ingår i släktet Striatura och familjen Zonitidae. Inga underarter finns listade i Catalogue of Life.